# Dinastía frigia
La llamada dinastía frigia o dinastía amoriana de emperadores gobernó desde el año 820 hasta 867 el Imperio bizantino. Vino precedida por un «período turbulento» (802-820) tras la desaparición de la dinastía isáurica. Siendo el primero de sus emperadores, Miguel II, oriundo de Amorio, en Frigia, recibe la denominación de «amoriana» o «frigia». Después de Irene, la última emperatriz isáurica, volvieron a producirse los enfrentamientos internos entre iconoclastas e iconódulos, lo que favoreció el avance de los diversos pueblos que rodeaban al Imperio Bizantino: los longobardos en Italia y los árabes en oriente y los  búlgaros en los Balcanes. No obstante, durante el reinado de la emperatriz Teodora, que actuó como regente durante la minoría de edad de su hijo Miguel III, se confirmó el triunfo de los iconódulos.

## Ascenso y caída

### Miguel II
Miguel fue originalmente un soldado de alto rango que sirvió bajo el emperador Miguel I Rangabé de la dinastía de Nicéforo.  Ayudó a León V en su derrocamiento de Miguel I, pero, cuando las relaciones empeoraron entre León y Miguel, León finalmente condenó a Miguel a muerte.  En respuesta, Miguel lideró una conspiración que resultó en el asesinato de León en la Navidad de 820. Al tomar el trono, Miguel II se enfrentó inmediatamente a una revuelta de Tomás el Eslavo, que se convirtió en una guerra civil que duró cuatro años.  y casi le cuesta a Michael el trono.  Miguel continuó la práctica de la iconoclasia, que había sido revitalizada por León V.
Para reafirmar su legitimidad, se casaría con Eufrósine hija de Constantino VI, penúltimo emperador de la dinastía isáurica.
El reinado de Miguel II vio dos desastres militares importantes que tendrían efectos permanentes en el Imperio: el comienzo de la Conquista musulmana de Sicilia y la pérdida de Creta ante los sarracenos.
Miguel no era popular entre el clero ortodoxo, pero demostraría ser un estadista y administrador competente, y eventualmente traería la estabilidad que tanto necesitaba el Imperio después de décadas de conflictos y guerras.  Le sucedió su único hijo, Teófilo, a su muerte en 829.

### Teófilo
Teófilo sucedió a Miguel II en 829 y fue el último emperador bizantino en apoyar la iconoclasia. Teófilo libró la guerra contra los árabes durante todo su reinado, viéndose obligado a hacerlo en dos frentes, ya que Sicilia había sido tomada y los ejércitos árabes continuaron marchando desde el Este también.  La defensa tras la invasión de Anatolia por el califa Al-Mamún en 830 fue dirigida por el propio emperador, pero los bizantinos fueron derrotados y perdieron varias territorio s. En 831, Teófilo tomó represalias liderando un gran ejército en Cilicia y capturando Tarso.  El Emperador regresó triunfante a Constantinopla, pero en otoño fue derrotado en Capadocia.  Otra derrota en la misma provincia en 833 obligó a Teófilo a pedir la paz, que obtuvo al año siguiente, tras la muerte de Al-Ma'mun.
La guerra continuó y Teófilo dirigió personalmente ejércitos a Mesopotamia en 837, capturando Melitene y Arsamosata con un enorme ejército de 70.000 hombres. Tendrían lugar más batallas y ataques hasta que Teófilo murió de una enfermedad en 842. Fue sucedido por su hijo Miguel III.

### Miguel III
Miguel III jugaría un papel vital en el resurgimiento bizantino del siglo IX. Como Miguel tenía apenas dos años cuando murió su padre, el Imperio estaba gobernado por una regencia encabezada por su madre Teodora, su tío Sergios y el ministro Teoctisto.  La emperatriz tenía simpatías iconodulia y depuso al patriarca, Juan VII, reemplazándolo con el iconódulo Metodio I en 843. Esto puso fin a la iconoclasia. Miguel y sus partidarios derrocaron esta regencia en 857, convirtiéndose en emperador propiamente dicho.
Su reinado vería una guerra continua contra los árabes y debido a su naturaleza amante de los placeres, cronistas posteriores que simpatizaban con su asesino y sucesor Basilio I lo apodaron "el Beodo".

## Emperadores
1. Miguel II "el Amoriano"
2. Teófilo
3. Miguel III "El Beodo"

## Árbol genealógico
|  |  |                                       |                                       |                                       |                                       |                                       |                                       |                        |                        |                        |                        |                   |                   | Isauros                     |                             |                             |                             |                                    |                                    |                                    |                                    |                                    |                                    |                |                |                              |                              |                              |                              |                              |                              |                      |                      |                      |                      |       |       |                   |                   |                   |                   |                   |                   |       |       |       |       |  |  |                                  |                                  |                                  |                                  |                                  |                                  |  |  |          |          |          |          |          |          |  |  |
|  |  |                                       |                                       |                                       |                                       | Anastasios Martinakios                | Anastasios Martinakios                | Anastasios Martinakios | Anastasios Martinakios | Anastasios Martinakios | Anastasios Martinakios |                   |                   | Constantino VI (r. 780-797) | Constantino VI (r. 780-797) | Constantino VI (r. 780-797) | Constantino VI (r. 780-797) | Constantino VI (r. 780-797)        | Constantino VI (r. 780-797)        |                                    |                                    | María de Amnia                     | María de Amnia                     | María de Amnia | María de Amnia | María de Amnia               | María de Amnia               |                              |                              |                              |                              |                      |                      |                      |                      |       |       | Bardanes el Turco | Bardanes el Turco | Bardanes el Turco | Bardanes el Turco | Bardanes el Turco | Bardanes el Turco |       |       |       |       |  |  |                                  |                                  |                                  |                                  |                                  |                                  |  |  |          |          |          |          |          |          |  |  |
|  |  |                                       |                                       |                                       |                                       | Anastasios Martinakios                | Anastasios Martinakios                | Anastasios Martinakios | Anastasios Martinakios | Anastasios Martinakios | Anastasios Martinakios |                   |                   | Constantino VI (r. 780-797) | Constantino VI (r. 780-797) | Constantino VI (r. 780-797) | Constantino VI (r. 780-797) | Constantino VI (r. 780-797)        | Constantino VI (r. 780-797)        |                                    |                                    | María de Amnia                     | María de Amnia                     | María de Amnia | María de Amnia | María de Amnia               | María de Amnia               |                              |                              |                              |                              |                      |                      |                      |                      |       |       | Bardanes el Turco | Bardanes el Turco | Bardanes el Turco | Bardanes el Turco | Bardanes el Turco | Bardanes el Turco |       |       |       |       |  |  |                                  |                                  |                                  |                                  |                                  |                                  |  |  |          |          |          |          |          |          |  |  |
|  |  |                                       |                                       |                                       |                                       |                                       |                                       |                        |                        |                        |                        |                   |                   |                             |                             |                             |                             |                                    |                                    |                                    |                                    |                                    |                                    |                |                |                              |                              |                              |                              |                              |                              |                      |                      |                      |                      |       |       |                   |                   |                   |                   |                   |                   |       |       |       |       |  |  |                                  |                                  |                                  |                                  |                                  |                                  |  |  |          |          |          |          |          |          |  |  |
|  |  |                                       |                                       |                                       |                                       |                                       |                                       |                        |                        |                        |                        |                   |                   |                             |                             |                             |                             |                                    |                                    |                                    |                                    |                                    |                                    |                |                |                              |                              |                              |                              |                              |                              |                      |                      |                      |                      |       |       |                   |                   |                   |                   |                   |                   |       |       |       |       |  |  |                                  |                                  |                                  |                                  |                                  |                                  |  |  |          |          |          |          |          |          |  |  |
|  |  |                                       |                                       |                                       |                                       |                                       |                                       |                        |                        | Inger Martinakios      | Inger Martinakios      | Inger Martinakios | Inger Martinakios | Inger Martinakios           | Inger Martinakios           |                             |                             | Eufrósine                          | Eufrósine                          | Eufrósine                          | Eufrósine                          | Eufrósine                          | Eufrósine                          |                |                | Miguel II Pselo (r. 820-829) | Miguel II Pselo (r. 820-829) | Miguel II Pselo (r. 820-829) | Miguel II Pselo (r. 820-829) | Miguel II Pselo (r. 820-829) | Miguel II Pselo (r. 820-829) |                      |                      | Tecla                | Tecla                | Tecla | Tecla | Tecla             | Tecla             |                   |                   | Barca             | Barca             | Barca | Barca | Barca | Barca |  |  | León V "el Armenio" (r. 813-820) | León V "el Armenio" (r. 813-820) | León V "el Armenio" (r. 813-820) | León V "el Armenio" (r. 813-820) | León V "el Armenio" (r. 813-820) | León V "el Armenio" (r. 813-820) |  |  | Teodosia | Teodosia | Teodosia | Teodosia | Teodosia | Teodosia |  |  |
|  |  |                                       |                                       |                                       |                                       |                                       |                                       |                        |                        | Inger Martinakios      | Inger Martinakios      | Inger Martinakios | Inger Martinakios | Inger Martinakios           | Inger Martinakios           |                             |                             | Eufrósine                          | Eufrósine                          | Eufrósine                          | Eufrósine                          | Eufrósine                          | Eufrósine                          |                |                | Miguel II Pselo (r. 820-829) | Miguel II Pselo (r. 820-829) | Miguel II Pselo (r. 820-829) | Miguel II Pselo (r. 820-829) | Miguel II Pselo (r. 820-829) | Miguel II Pselo (r. 820-829) |                      |                      | Tecla                | Tecla                | Tecla | Tecla | Tecla             | Tecla             |                   |                   | Barca             | Barca             | Barca | Barca | Barca | Barca |  |  | León V "el Armenio" (r. 813-820) | León V "el Armenio" (r. 813-820) | León V "el Armenio" (r. 813-820) | León V "el Armenio" (r. 813-820) | León V "el Armenio" (r. 813-820) | León V "el Armenio" (r. 813-820) |  |  | Teodosia | Teodosia | Teodosia | Teodosia | Teodosia | Teodosia |  |  |
|  |  |                                       |                                       |                                       |                                       |                                       |                                       |                        |                        |                        |                        |                   |                   |                             |                             |                             |                             |                                    |                                    |                                    |                                    |                                    |                                    |                |                |                              |                              |                              |                              |                              |                              |                      |                      |                      |                      |       |       |                   |                   |                   |                   |                   |                   |       |       |       |       |  |  |                                  |                                  |                                  |                                  |                                  |                                  |  |  |          |          |          |          |          |          |  |  |
|  |  |                                       |                                       |                                       |                                       |                                       |                                       |                        |                        | Hija                   | Hija                   | Hija              | Hija              | Hija                        | Hija                        |                             |                             |                                    |                                    |                                    |                                    | Teodora                            | Teodora                            | Teodora        | Teodora        | Teodora                      | Teodora                      |                              |                              | Teófilo (r. 829-842)         | Teófilo (r. 829-842)         | Teófilo (r. 829-842) | Teófilo (r. 829-842) | Teófilo (r. 829-842) | Teófilo (r. 829-842) |       |       |                   |                   |                   |                   |                   |                   |       |       |       |       |  |  |                                  |                                  |                                  |                                  |                                  |                                  |  |  |          |          |          |          |          |          |  |  |
|  |  |                                       |                                       |                                       |                                       |                                       |                                       |                        |                        | Hija                   | Hija                   | Hija              | Hija              | Hija                        | Hija                        |                             |                             |                                    |                                    |                                    |                                    | Teodora                            | Teodora                            | Teodora        | Teodora        | Teodora                      | Teodora                      |                              |                              | Teófilo (r. 829-842)         | Teófilo (r. 829-842)         | Teófilo (r. 829-842) | Teófilo (r. 829-842) | Teófilo (r. 829-842) | Teófilo (r. 829-842) |       |       |                   |                   |                   |                   |                   |                   |       |       |       |       |  |  |                                  |                                  |                                  |                                  |                                  |                                  |  |  |          |          |          |          |          |          |  |  |
|  |  | Macedonicos                           |                                       |                                       |                                       |                                       |                                       |                        |                        |                        |                        |                   |                   |                             |                             |                             |                             |                                    |                                    |                                    |                                    |                                    |                                    |                |                |                              |                              |                              |                              |                              |                              |                      |                      |                      |                      |       |       |                   |                   |                   |                   |                   |                   |       |       |       |       |  |  |                                  |                                  |                                  |                                  |                                  |                                  |  |  |          |          |          |          |          |          |  |  |
|  |  |                                       |                                       |                                       |                                       |                                       |                                       |                        |                        |                        |                        |                   |                   |                             |                             |                             |                             |                                    |                                    |                                    |                                    |                                    |                                    |                |                |                              |                              |                              |                              |                              |                              |                      |                      |                      |                      |       |       |                   |                   |                   |                   |                   |                   |       |       |       |       |  |  |                                  |                                  |                                  |                                  |                                  |                                  |  |  |          |          |          |          |          |          |  |  |
|  |  | Basilio I "el Macedonio" (r. 867-886) | Basilio I "el Macedonio" (r. 867-886) | Basilio I "el Macedonio" (r. 867-886) | Basilio I "el Macedonio" (r. 867-886) | Basilio I "el Macedonio" (r. 867-886) | Basilio I "el Macedonio" (r. 867-886) |                        |                        | Eudoxia Ingerina       | Eudoxia Ingerina       | Eudoxia Ingerina  | Eudoxia Ingerina  | Eudoxia Ingerina            | Eudoxia Ingerina            |                             |                             | Miguel III "el Beodo" (r. 842-867) | Miguel III "el Beodo" (r. 842-867) | Miguel III "el Beodo" (r. 842-867) | Miguel III "el Beodo" (r. 842-867) | Miguel III "el Beodo" (r. 842-867) | Miguel III "el Beodo" (r. 842-867) |                |                | Constantino                  | Constantino                  | Constantino                  | Constantino                  | Constantino                  | Constantino                  |                      |                      | Ana                  | Ana                  | Ana   | Ana   | Ana               | Ana               |                   |                   |                   |                   |       |       |       |       |  |  |                                  |                                  |                                  |                                  |                                  |                                  |  |  |          |          |          |          |          |          |  |  |
|  |  | Basilio I "el Macedonio" (r. 867-886) | Basilio I "el Macedonio" (r. 867-886) | Basilio I "el Macedonio" (r. 867-886) | Basilio I "el Macedonio" (r. 867-886) | Basilio I "el Macedonio" (r. 867-886) | Basilio I "el Macedonio" (r. 867-886) |                        |                        | Eudoxia Ingerina       | Eudoxia Ingerina       | Eudoxia Ingerina  | Eudoxia Ingerina  | Eudoxia Ingerina            | Eudoxia Ingerina            |                             |                             | Miguel III "el Beodo" (r. 842-867) | Miguel III "el Beodo" (r. 842-867) | Miguel III "el Beodo" (r. 842-867) | Miguel III "el Beodo" (r. 842-867) | Miguel III "el Beodo" (r. 842-867) | Miguel III "el Beodo" (r. 842-867) |                |                | Constantino                  | Constantino                  | Constantino                  | Constantino                  | Constantino                  | Constantino                  |                      |                      | Ana                  | Ana                  | Ana   | Ana   | Ana               | Ana               |                   |                   |                   |                   |       |       |       |       |  |  |                                  |                                  |                                  |                                  |                                  |                                  |  |  |          |          |          |          |          |          |  |  |
|  |  |                                       |                                       |                                       |                                       |                                       |                                       |                        |                        |                        |                        |                   |                   |                             |                             |                             |                             |                                    |                                    |                                    |                                    |                                    |                                    |                |                |                              |                              |                              |                              |                              |                              |                      |                      |                      |                      |       |       |                   |                   |                   |                   |                   |                   |       |       |       |       |  |  |                                  |                                  |                                  |                                  |                                  |                                  |  |  |          |          |          |          |          |          |  |  |